# Mare de Déu del Montgoi
Mare de Déu del Montgoi és un santuari del municipi de Vilaverd (Conca de Barberà) protegit com a bé cultural d'interès local. El primer esment d'una capella en aquest lloc data del 1214.

## Descripció
El santuari està situat a la part de ponent de la vila, sobre un turonet al costat de l'estació. El culte en aquest indret és documentat des del segle xiii, malgrat que l'edifici actual és del segle xv, amb diverses modificacions en els segles posteriors fins al segle xviii. S'hi accedeix per dues portes situades ambdues en el seu costat meridional, una en els peus de la nau i l'altre en el braç del creuer.
L'edifici té planta de creu llatina i la coberta amb voltes de canó, construïdes amb guix, mentre que al creuer són d'aresta amb els nervis de pedra. Darrere l'altar hi ha el cambril, on es venera la imatge de la verge, còpia de l'existent abans de 1936, talla de fusta d'uns 80cm, probablement del segle xvi. Al damunt de la porta hi ha sengles ulls de bou i sobre el mur meridional de la nau, un campanar d'espadanya molt senzill.
Als peus de la construcció hi ha una casa adossada, probablement del mateix temps en què es construí l'ampliació de la capçalera on es troba el cambril, que probablement i per la seva forma podria tractar-se d'un afegit del segle xviii.
En aquest indret se celebrava un important romeria l'endemà de Sant Cristòfor i la seva festa és el Dilluns de Pasqua. Hi acudia gent dels pobles de Lilla, la Riba i Rojals en temps de pestes i secades.